# NSU-Pipe 25-40 HP
La NSU-Pipe 25/40 HP (o anche Neckarsulmer-Pipe 25/40 HP) era un'autovettura di lusso prodotta fra il 1908 ed il 1909 dalla Casa tedesca Neckarsulmer Fahrradwerke AG, che proprio in quegli anni stava cominciando ad essere più nota con la sigla, arrivata fino a tempi più recenti, di N.S.U., per cui è più facile oggigiorno trovare questa vettura indicata con il marchio N.S.U, che non con quello di Neckarsulmer. In quel periodo, comunque, la sigla N.S.U. era sempre rigorosamente con i puntini fra una lettera e l'altra.

## Storia e profilo
La 25/40 HP fu l'ultimo modello prodotto dalla Casa di Neckarsulm su licenza della Pipe e fu introdotto in sostituzione dei precedenti due modelli 15/24 HP e 32/45 HP. 

### Caratteristiche
A differenza dei due modelli che l'hanno preceduta, disponibili in quattro varianti di carrozzeria, la 25/40 HP non ebbe particolari configurazioni appositamente previste, ma fu carrozzabile in qualunque maniera fosse desiderata dal cliente. Il suo telaio a longheroni e traverse aveva un passo di 3.28 metri, anch'esso a metà strada fra le due misure di interasse previste per i due modelli precedenti. Le sospensioni erano ancora ad assale rigido (come peraltro quasi tutte le autovetture dell'epoca) con molle a balestra longitudinali, mentre i freni erano a tamburo con ceppi esterni ed erano posti al retrotreno, alle due uscite del differenziale. Erano quindi presenti due soli tamburi che agivano sulle ruote posteriori: anteriormente i freni erano assenti (anche questa era una caratteristica comune a molte autovetture dell'epoca).
Interessante invece il motore, poiché con la 25/40 HP, la Casa di Neckarsulm fece debuttare il suo primo motore a 6 cilindri, che in questo caso era caratterizzato da una cilindrata di 6494 cm³ (alesaggio e corsa pari a 105 x 125 mm). Il monoblocco era formato da tre sottoblocchi bicilindrici uniti fra loro. La distribuzione era a valvole in testa con aste e bilancieri, una soluzione abbastanza innovativa in quei primi tempi di diffusione del concetto di automobile. L'albero a gomiti era a quattro supporti di banco. Questo motore erogava una potenza massima di 40 CV a 1100 giri/min, inferiore ai 50 CV della 32/45 HP, ma grazie ad alcuni accorgimenti e migliorie tecniche, la vettura riuscì a raggiungere una velocità massima di 100 km/h. Il cambio era stavolta a 3 marce, con trasmissione a catena. Cambiava invece la frizione, ad azionamento magnetico e progettata dal pilota belga Camille Jenatzy.

### Carriera commerciale
In occasione del suo lancio, la Neckarsulmer Fahrradwerke diffuse una brochure che in un suo passaggio recitava più o meno così: "Per la clientela sportiva è stata costruita una vettura dotata di un motore a 6 cilindri da 40 CV, con la quale ci si può mettere nella condizione di battere l'Orient Express grazie ad una velocità massima di 100 km/h." La Casa di Neckarsulm fu quindi chiaramente orgogliosa di tale modello. La sua produzione durò però solo un anno, per poi essere fatta cessare durante il 1909. La 25/40 HP fu anche l'ultima autovettura della Casa tedesca ad essere destinata ad una clientela così ristretta e facoltosa. Di una simile fascia di mercato Non ve ne saranno più in seguito, anche se vi saranno modelli comunque impegnativi dal punto di vista economico, ma mai di così alta cilindrata e prezzo di listino. L'unico modello, giunto però solo nel 1911, che nonostante il motore più ridotto avrebbe vantato una potenza intorno ai 40 CV sarebbe stata la 13/40 HP, equipaggiata però da un motore di 3,4 litri.